# IC 2146
IC 2146 је збијено звјездано јато у сазвјежђу Трпеза које се налази на листи објеката дубоког неба у Индекс каталогу.
Деклинација објекта је - 74° 46' 50" а ректасцензија 5h 37m 46,0s. IC 2146 је још познат и под ознакама ESO 33-SC26.